# Pęknięcia desorpcyjne

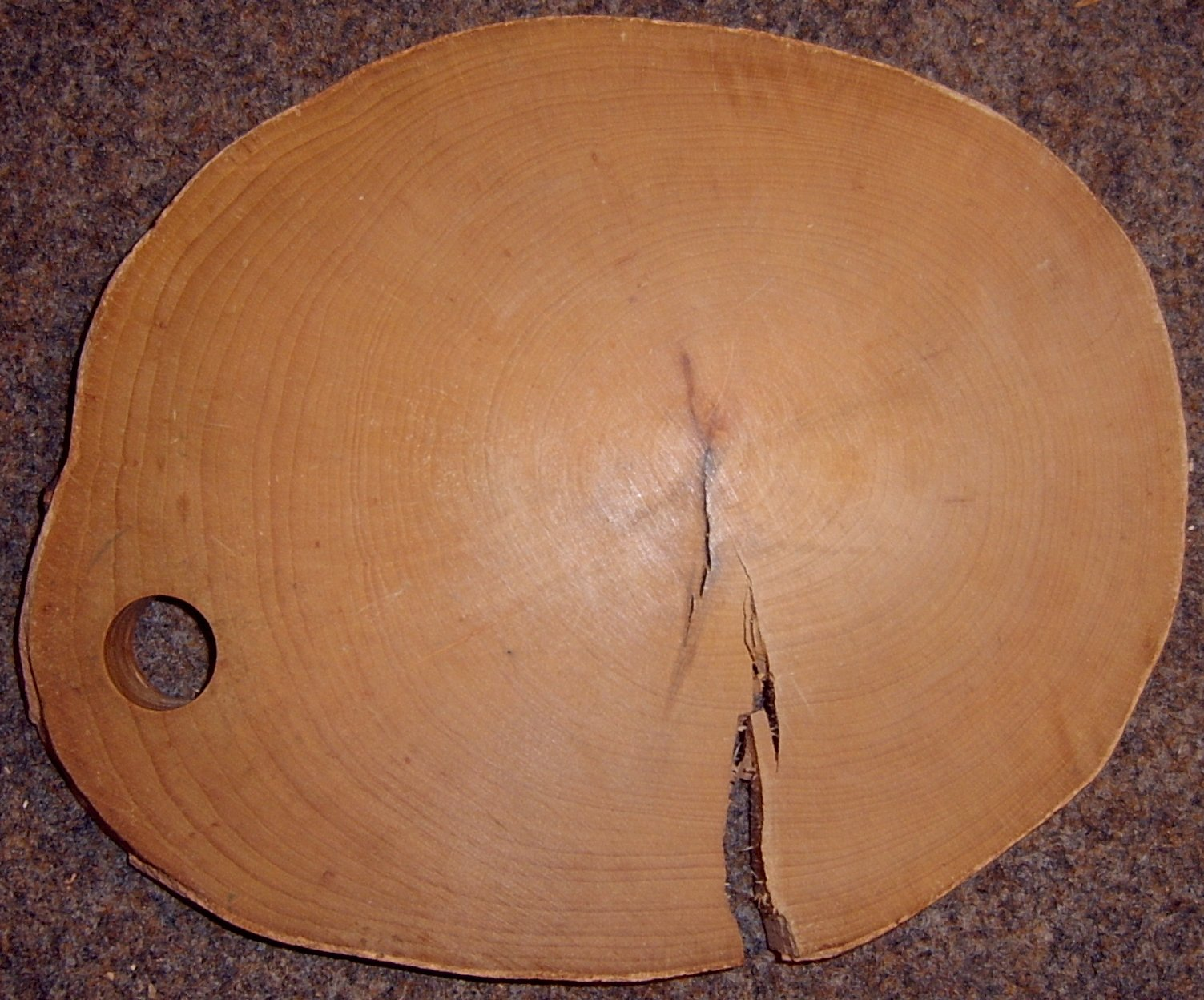
Przykładowe pęknięcie z przesychania widoczne na przekroju poprzecznym buka zwyczajnego. Wadami towarzyszącymi są: pęknięcie rdzeniowe, spłaszczenie, nierównomierna szerokość słojów rocznych oraz mimośrodowość.

Pęknięcia desorpcyjne, pęknięcia z przesychania – wada drewna z grupy pęknięć występująca w drewnie wszystkich gatunków drzew.
Pęknięcia desorpcyjne spowodowane są nierównomierną kurczliwością drewna, wynikają z odmiennych właściwości drewna w kierunku stycznym i promieniowym (anizotropia). Największej zmiany objętości doznaje drewno w kierunku stycznym. Częstotliwość i wielkość pęknięć zależy od:
dla drewna okrągłego:
- rodzaju (gatunku) drewna,
- sprężystości drewna,
- warunków i czasu przechowywania (składowania),
- struktury drewna,
dla materiałów tartych:
- rodzaju przetarcia,
- warunków i czasu schnięcia tarcicy,
- sposobu utrwalenia powierzchniowego (malowanie, lakierowanie, itp),
- warunków i czasu użytkowania gotowych wyrobów.

Długość pęknięcia mierzy się na powierzchni bocznej. W pęknięciach przechodzących na czoło można również mierzyć ich głębokość. Wymiary długości i głębokości wyraża się w centymetrach i milimetrach lub w odniesieniu do odpowiednich wymiarów.